# Weymouth, Massachusetts
Weymouth är en ort i Norfolk County i delstaten Massachusetts, USA.